# Эргин (сын Посейдона)
Эргин (др.-греч. Ἐργῖνος) — персонаж древнегреческой мифологии. Сын Посейдона (по Пиндару — сын Климена). Из Милета. Аргонавт. Победил в беге на играх на Лемносе. Иногда путался с сыном Климена.